# Cerro Arenales
El cerro Arenales es un estratovolcán completamente cubierto de hielo, ubicado en la Región de Aysén, en el sur de Chile. Se encuentra dentro del parque nacional Laguna San Rafael, en la parte austral del Campo de hielo Patagónico Norte.
La primera ascensión al cerro Arenales se llevó a cabo en 1958 por una expedición chileno-japonesa encabezada por el profesor Tanaka. En diciembre de 1963, una expedición liderada por Eric Shipton, cruzó el campo de hielo Patagónico Norte yendo al sureste desde la laguna San Rafael al río de la Colonia, completando en el trayecto la segunda ascenbsión al Arenales.